# Győzni fogunk
Győzni fogunk (węg. Wygramy) – jedenasty studyjny album węgierskiego zespołu rockowego Edda Művek, wydany w 1990 roku przez Proton Hanglemezkiadó na LP i MC. Na Węgrzech album osiągnął status złotej płyty.

## Lista utworów
1. "Győzni fogunk" (4:21)
2. "A híd" (5:27)
3. "Ördögi kör" (4:07)
4. "Ha meghal a Nap" (4:49)
5. "Vágyom haza" (6:25)
6. "Veszélyes akció" (3:31)
7. "Szeretkezni minden mennyiségben" (4:31)
8. "Egy épp aktuális szerelem" (4:37)
9. "Nyár van" (4:09)
10. "Ha feladod az álmaid" (6:03)

## Wykonawcy
- Attila Pataky – wokal
- István Alapi – gitara
- Gábor Pethő – gitara basowa
- Zsolt Gömöry – instrumenty klawiszowe, wokal
- Tibor Donászy – perkusja